# Kriemhild Hausmann
Kriemhild Hausmann   (Rheinhausen, 8 de setembre de 1934 - Neuss, 24 d'agost de 2020), de casada Limberg, fou una atleta alemanya, especialista en el llançament de disc, que va competir durant les dècades de 1950 i 1960.
El 1960 va prendre part en els Jocs Olímpics d'Estiu de Roma, on fou quarta en la prova del llançament de disc del programa d'atletisme. Quatre anys més tard, als Jocs de Tòquio, fou setena en la mateixa prova.
En el seu palmarès destaca una medalla de bronze en la prova del llançament de disc del Campionat d'Europa d'atletisme de 1958 i vuit campionats nacionals de la República Federal Alemanya consecutius, de 1958 a 1965. Millorà el rècord nacional de l'especialitat en cinc ocasions, fins a deixar-lo en 55,86 metres.

## Millors marques
- Llançament de disc. 55,86 metres (1964)[1][6]